# Congre americà
El congre americà (Conger oceanicus) és una espècie de peix pertanyent a la família dels còngrids.

## Descripció
- Pot arribar a fer 230 cm de llargària màxima (normalment, en fa 100) i 40 kg de pes.[3][4][5]

## Alimentació
Menja peixos, crustacis i mol·luscs.

## Depredadors
Als Estats Units és depredat pel tallahams (Pomatomus saltatrix).

## Hàbitat
És un peix marí, demersal, oceanòdrom i de clima subtropical (43°N-16°S) que viu entre 1 i 477 m de fondària (normalment, entre 75 i 150).

## Distribució geogràfica
Es troba a l'Atlàntic occidental (des del Canadà i el cap Cod -Massachusetts- fins al nord-est de Florida i el nord del golf de Mèxic) i l'Atlàntic oriental (l'illa de Santa Helena).

## Costums
És bentònic.

## Observacions
És inofensiu per als humans.